# Josef Albers
Josef Albers (19 de març de 1888 - 25 de març de 1976) va ser artista i professor alemany el treball del qual, tant a Europa com als Estats Units, va crear la base d'alguns programes d'educació artística més influents del segle xx.

## Biografia

### Estudis i primers treballs a Alemanya
Albers va néixer a Bottrop, Westfàlia, Prússia. Des del 1900 fins al 1995 va estudiar a la Universitat de magisteri de Büren i va ensenyar com a professor d'escola primària. El 1908 va veure per primera vegada les obres de Paul Cézanne i d'Henri Matisse al Museu Folkwang a Essen. Inspirat per Piet Mondrian, el 1913 va pintar el seu primer quadre abstracte.
Va estudiar art a la Reial Escola d'Art a Berlín del 1913 al 1915, i a l'Escola d'Art a Essen del 1916 al 1919, després va estudiar a l'Acadèmia de les Arts de Prússia amb Franz von Stuck i del 1919 al 1920 a l'Acadèmia de Belles Arts de Múnic fins que el 1920 va entrar a l'Escola de la Bauhaus a Weimar (a partir del 1925 a Dessau, del 1932 al 1933 a Berlín). Va començar a ensenyar al Departament de Disseny el 1923 i va ser ascendit a professor el 1925, el mateix any en què la Bauhaus es va traslladar a Dessau. En aquest moment, la seva feina incloïa el disseny de mobles i el treball amb vidre. En aquesta època es va casar amb Anni Albers, que aleshores era una estudiant de la Bauhaus.

### Vida als Estats Units
Amb la clausura de la Bauhaus sota la pressió nazi el 1933, Albers va emigrar als Estats Units i es va incorporar a la facultat de Black Mountain College (Carolina del Nord), on es va encarregar del programa d'art fins al 1949. Diversos llatinoamericans es van formar en aquesta escola, i una de les seves alumnes més destacades va ser la cubanomexicana Clara Porset.
Entre els alumnes més importants en aquesta institució, hi ha John Cage, Robert Rauschenberg, Cy Twombly, Ray Johnson, Susan Weil, Donald Judd i Merce Cunningham. Del 1934 al 1936 va ser membre del grup d'artistes de París, Abstracció-Creació.
El 1935, va viatjar amb la seva dona, por primera vegada a Cuba i a Mèxic, on van quedar molt impressionats per l'arquitectura i la seva influència va ser duradora. Van conèixer l'arquitecte Luis Barragán i la seva obra.
Del 1950 al 1958, Albers va dirigir el Departament de Disseny de la Universitat Yale, a New Haven (Connecticut), on, entre altres coses, va ensenyar a Richard Anuszkiewicz, Eva Hesse i Richard Serra. El 1953 va tornar com a professor convidat a l'Escola de Disseny d'Ulm, Alemanya. El 1962, com a becari de la Universitat Yale, va rebre una subvenció de la Fundació Graham per a una exposició i conferència sobre la seva obra.
Després de jubilar-se a Yale el 1958, Albers va continuar vivint i treballant a New Haven amb la seva dona, l'artista tèxtil Anni Albers, fins al dia de la seva mort.

## Estil i evolució de la seva obra
Consumat dissenyador, fotògraf, tipògraf i poeta, Albers és recordat sobretot com a pintor abstracte. Va afavorir un acostament molt disciplinat a la composició i va publicar diversos llibres i articles sobre la teoria de la forma i el color, i va fer diverses obres pictòriques en aquest sentit. Les més conegudes són, potser, les seves rigoroses sèries Homenatge al quadrat, que va començar el 1949, on explora les interaccions cromàtiques entre quadrats de diferents colors organitzats concèntricament en el llenç. Les seves teories sobre l'art i el seu ensenyament van ser d'un gran valor formatiu per a la següent generació d'artistes.
L'obra d'Albers representa una transició entre l'art europeu tradicional i l'art nord-americà. La seva obra incorpora les influències europees dels constructivistes i el moviment Bauhaus; la intensitat i la petitesa de l'escala són típicament europeus. Tot i així, la seva influència va quedar circumscrita als artistes americans de la dècada dels anys 1950 i 1960.
Albers va experimentar amb una gran quantitat d'efectes de colors, formes, línies amb relació a la subjectivitat de la percepció visual: Tan sols les aparences no enganyen. Amb els seus dibuixos sobre la base de les il·lusions òptiques va ser, al costat de Victor Vasarely fundador de l'Art òptic Op art. En aquest context, les seves sèries més famoses són part de l'Homenatge al quadrat, les imatges de les quals sempre són els mateixos tres o quatre quadrats de diferents colors organitzats de forma concèntrica. Això demostra que un mateix color en funció de l'entorn causa un efecto radicalment diferent en l'espectador. Per tant, Albers també és un dels representants de Hard edge.
Albers també va col·laborar amb l'arquitecte i professor de Yale Rey-lui Wu en la creació de dissenys decoratius per a alguns dels projectes de Wu. Entre aquestes decoracions, hi ha les xemeneies geomètriques distintiu de les cases de Rouse (1954) i DuPont (1959), la façana de la Societat del Manuscrit, una de les societats secretes de Yale (1962), i un disseny per a l'església Baptista Bethel (1973). A més, en aquesta època va treballar en la seva constel·lació de peces estructurals. El 1963 va publicar Interacción del Color, que presentava la seva teoria segons la qual els colors es regeixen per una lògica interna i enganyosa. També durant aquesta època, va crear la coberta abstracta de l'àlbum del director d'orquestra Enoch Light de la companyia discogràfica Command Lp Records.
Les seves obres més conegudes són:
- 1920-1821 Vidrieres de colors per a la Casa Sommerfeld.
- 1924 "Parc" Tate, Londres.
- 1942 episodi de Grafische Tektonik Museu de Josef Albers Quadrat, Bottrop.
- Entorn del 1950, la sèrie Homenatge al quadrat Museu de Josef Albers Quadrat, Bottrop.

## Institucions
Josef Albers va participar en les Documenta 1 i 4 (1955, 1968) a Kassel. El 1970 es va convertir en ciutadà honorari de la seva ciutat natal de Bottrop, més tard va donar una gran part dels seus béns i s'hi va establir el Museu de Josef Albers Quadrat.
El 1971 (gairebé cinc anys abans de la seva mort), va crear la Fundació Josef Albers i Anni Albers, una organització sense afany de lucre que esperava que fos "la revelació i l'evocació de la visió a través de l'art". Avui dia, aquesta organització no tan sols serveix com a oficina de béns de Josef Albers i la seva dona, Anni Albers, sinó que també fa exposicions i publicacions centrades en les obres d'Albers. L'edifici oficial de la fundació està situat a Bethany, Connecticut i inclou una central d'investigació i un centre d'emmagatzematge d'arxius per donar cabuda a les col·leccions d'art de la fundació, biblioteca i arxius, i oficines, així com estudis de residència per a artistes visitants."
El representant dels drets d'autor dels EUA per a la Fundació Josef i Anni Albers és l'Artists Rights Society. El director executiu de la fundació és Nicholas Fox Weber, autor de catorze llibres.